# کنسوئلو (جمهوری دومنیکن)
کنسوئلو (به لاتین: Consuelo) یک منطقهٔ مسکونی در جمهوری دومینیکن است که در سن پدرو ده ماکوریس واقع شده‌است. کنسوئلو ۱۳۱٫۵۲ کیلومتر مربع مساحت و ۶۰٬۰۰۰ نفر جمعیت دارد.